# Сельце (гміна Стромець)
Сельце (пол. Sielce) — село в Польщі, у гміні Стромець Білобжезького повіту Мазовецького воєводства.
Населення — 135 осіб (2011).
У 1975-1998 роках село належало до Радомського воєводства.

## Демографія
Демографічна структура станом на 31 березня 2011 року:
|          | Загалом | Допрацездатний вік | Працездатний вік | Постпрацездатний вік |
| -------- | ------- | ------------------ | ---------------- | -------------------- |
| Чоловіки | 60      | 14                 | 42               | 4                    |
| Жінки    | 75      | 15                 | 44               | 16                   |
| Разом    | 135     | 29                 | 86               | 20                   |